# Noisy intermediate scale quantum
Con l'acronimo NISQ (in inglese Noisy Intermediate-Scale Quantum) si indica l'era attuale del calcolo quantistico, caratterizzata da processori quantistici di media dimensione, con registri costituiti da qualche centinaio di qubit e con fedeltà troppo ridotte per implementare correzione degli errori quantistici. Il termine NISQ è stato introdotto da John Preskill nel 2018.